# 2017年イタリアグランプリ
2017年イタリアグランプリ（2017 Italian Grand Prix）は、2017年のF1世界選手権第13戦として、2017年9月3日にモンツァ・サーキットで開催された。
正式名称は「FORMULA 1 GRAN PREMIO HEINEKEN D'ITALIA 2017」。

## レース前
このレースでピレリが供給するドライタイヤのコンパウンドは、ミディアム、ソフト、スーパーソフトの3種類。
ホンダは、マクラーレンのフェルナンド・アロンソに新スペックのパワーユニットを投入。これにより、アロンソはグリッド降格ペナルティを受ける。

## フリー走行
開催日時は現地時間 (UTC+2、以下同じ）。

### 1回目
2017年9月1日 10:00

### 2回目
2017年9月1日 14:00

### 3回目
2017年9月2日 11:00

## 予選
2017年9月2日 14:00
大雨のためQ1が2時間半中断したがルイス・ハミルトンは終始速さを見せ、通算でミハエル・シューマッハを上回り単独1位となる69回目のポールポジションを獲得した。

### 結果
| Pos.                | No. | ドライバー                 | コンストラクター                | Q1       | Q2       | Q3       | Grid |
| ------------------- | --- | -------------------------- | ------------------------------- | -------- | -------- | -------- | ---- |
| 1                   | 44  | ルイス・ハミルトン         | メルセデス                      | 1:36.009 | 1:34.660 | 1:35.554 | 1    |
| 2                   | 33  | マックス・フェルスタッペン | レッドブル-タグ・ホイヤー       | 1:37.344 | 1:36.113 | 1:36.702 | 13 1 |
| 3                   | 3   | ダニエル・リカルド         | レッドブル-タグ・ホイヤー       | 1:38.304 | 1:37.313 | 1:36.841 | 16 2 |
| 4                   | 18  | ランス・ストロール         | ウィリアムズ-メルセデス         | 1:37.653 | 1:37.002 | 1:37.032 | 2    |
| 5                   | 31  | エステバン・オコン         | フォース・インディア-メルセデス | 1:38.775 | 1:37.580 | 1:37.719 | 3    |
| 6                   | 77  | バルテリ・ボッタス         | メルセデス                      | 1:35.716 | 1:35.396 | 1:37.833 | 4    |
| 7                   | 7   | キミ・ライコネン           | フェラーリ                      | 1:38.235 | 1:37.031 | 1:37.987 | 5    |
| 8                   | 5   | セバスチャン・ベッテル     | フェラーリ                      | 1:37.198 | 1:36.223 | 1:38.064 | 6    |
| 9                   | 19  | フェリペ・マッサ           | ウィリアムズ-メルセデス         | 1:38.338 | 1:37.456 | 1:38.251 | 7    |
| 10                  | 2   | ストフェル・バンドーン     | マクラーレン-ホンダ             | 1:38.767 | 1:37.471 | 1:39.157 | 18 3 |
| 11                  | 11  | セルジオ・ペレス           | フォース・インディア-メルセデス | 1:38.511 | 1:37.582 |          | 10 4 |
| 12                  | 27  | ニコ・ヒュルケンベルグ     | ルノー                          | 1:39.242 | 1:38.059 |          | 14 5 |
| 13                  | 14  | フェルナンド・アロンソ     | マクラーレン-ホンダ             | 1:39.134 | 1:38.202 |          | 19 6 |
| 14                  | 26  | ダニール・クビアト         | トロ・ロッソ                    | 1:39.183 | 1:38.245 |          | 8    |
| 15                  | 55  | カルロス・サインツ         | トロ・ロッソ                    | 1:39.788 | 1:38.526 |          | 15 7 |
| 16                  | 20  | ケビン・マグヌッセン       | ハース-フェラーリ               | 1:40.489 |          |          | 9    |
| 17                  | 30  | ジョリオン・パーマー       | ルノー                          | 1:40.646 |          |          | 17 8 |
| 18                  | 9   | マーカス・エリクソン       | ザウバー-フェラーリ             | 1:41.732 |          |          | 11   |
| 19                  | 94  | パスカル・ウェーレイン     | ザウバー-フェラーリ             | 1:41.875 |          |          | 12   |
| 107% time: 1:42.416 |     |                            |                                 |          |          |          |      |
| 20                  | 8   | ロマン・グロージャン       | ハース-フェラーリ               | 1:43.355 |          |          | 20 9 |
| ソース              |     |                            |                                 |          |          |          |      |

追記
- ^1 - フェルスタッペンは以下のペナルティにより合計20グリッド降格となった
  - FP1で4基を超えるパワーユニット交換（5基目のエンジンとMGU-H）を行ったため15グリッド[5]
  - FP3で4基を超えるパワーユニット交換（5基目のターボチャージャー）を行ったため5グリッド[6]
- ^2 - リカルドは以下のペナルティにより合計25グリッド降格となった
  - FP1で4基を超えるパワーユニット交換（6基目のMGU-H、5基目のエンジンとターボチャージャー）を行ったため20グリッド[7]
  - FP3で6戦以内のギアボックス交換を行ったため5グリッド[8]
- ^3 - バンドーンは予選後に4基を超えるパワーユニット交換（10基目のターボチャージャーとMGU-H、7基目のエンジンとMGU-K）を行ったため25グリッド降格[9]
- ^4 - ペレスは予選後に6戦以内のギアボックス交換を行ったため5グリッド降格[10]
- ^5 - ヒュルケンベルグはFP3で4基を超えるパワーユニット交換（5基目のMGU-H）を行ったため10グリッド降格[11]
- ^6 - アロンソはFP1で4基を超えるパワーユニット交換（9基目のターボチャージャーとMGU-H、7基目のエンジンとMGU-K、6基目のバッテリー、5基目の電子制御装置）を行ったため35グリッド降格[12]
- ^7 - サインツはFP1で4基を超えるパワーユニット交換（5基目のMGU-H）を行ったため10グリッド降格[13]
- ^8 - パーマーはFP3で4基を超えるパワーユニット交換（5基目のターボチャージャーとMGU-H）を行ったため15グリッド降格[14]
- ^9 - グロージャンは107%ルールをクリアできなかったが、スチュワードの判断により最後尾スタートで決勝出走が許可された。予選後に6戦以内のギアボックス交換のため5グリッド降格となったが、最後尾グリッドのため変更なし[15][16]

## 決勝
2017年9月3日 14:00
ルイス・ハミルトンがポール・トゥ・ウィンで連勝して今シーズン6勝目。3位に終わったセバスチャン・ベッテルを抜いてドライバーズランキングトップに浮上した。メルセデスは今シーズン3回目のワン・ツー・フィニッシュ。

### 展開
気温24度、路面温度36度、晴天のドライコンディションで行われた。
予選終了後にもストフェル・バンドーンがパワーユニットを、セルジオ・ペレスとロマン・グロージャンがギアボックスを交換してグリッド降格（グロージャンは最後尾のため変動なし）となり、グリッド降格は9人にのぼった。
スタートでエステバン・オコンがランス・ストロールを抜き2位に上がり、キミ・ライコネンがバルテリ・ボッタスを一度は抜くも、最終コーナーのパラボリカでボッタスが抜き返した。ボッタスは3周目にストロール、4周目にオコンを抜いて2位に上がり、メルセデスの1-2体制となる。ベッテルは3周目にライコネン、8周目にオコンを抜いて3位に上がる。マックス・フェルスタッペンはフェリペ・マッサのインに飛び込むが接触し、右フロントタイヤがパンクしてピットインを余儀なくされる。
タイヤ交換で上位3台の順位は変わらず。37周目まで引っ張ったダニエル・リカルドがスーパーソフトに交換してライコネンを猛追、41周目にライコネンを抜いて4位に上がり、ベッテルにも接近するが、ベッテルもペースを上げて応戦した。
ハミルトンは独走でトップを守り優勝、2位にボッタスが続き、メルセデスの1-2となった。ベッテルは3位を守ったが、3ポイント差でドライバーズランキングトップの座をハミルトンに明け渡した。バンドーンは33周目にパワーを失いリタイア、フェルナンド・アロンソは次戦のギアボックス交換を考慮して51周目にリタイアした（17位完走扱い）。

### 結果
| Pos.   | No. | ドライバー                 | コンストラクター                | 周回数 | タイム/リタイア      | Grid | Pts. |
| ------ | --- | -------------------------- | ------------------------------- | ------ | -------------------- | ---- | ---- |
| 1      | 44  | ルイス・ハミルトン         | メルセデス                      | 53     | 1:15:32.312          | 1    | 25   |
| 2      | 77  | バルテリ・ボッタス         | メルセデス                      | 53     | +4.471               | 4    | 18   |
| 3      | 5   | セバスチャン・ベッテル     | フェラーリ                      | 53     | +36.317              | 6    | 15   |
| 4      | 3   | ダニエル・リカルド         | レッドブル-タグ・ホイヤー       | 53     | +40.335              | 16   | 12   |
| 5      | 7   | キミ・ライコネン           | フェラーリ                      | 53     | +1:00.082            | 5    | 10   |
| 6      | 31  | エステバン・オコン         | フォース・インディア-メルセデス | 53     | +1:11.528            | 3    | 8    |
| 7      | 18  | ランス・ストロール         | ウィリアムズ-メルセデス         | 53     | +1:14.156            | 2    | 6    |
| 8      | 19  | フェリペ・マッサ           | ウィリアムズ-メルセデス         | 53     | +1:14.834            | 7    | 4    |
| 9      | 11  | セルジオ・ペレス           | フォース・インディア-メルセデス | 53     | +1:15.276            | 10   | 2    |
| 10     | 33  | マックス・フェルスタッペン | レッドブル-タグ・ホイヤー       | 52     | +1 Lap               | 13   | 1    |
| 11     | 20  | ケビン・マグヌッセン       | ハース-フェラーリ               | 52     | +1 Lap               | 9    |      |
| 12     | 26  | ダニール・クビアト         | トロ・ロッソ                    | 52     | +1 Lap               | 8    |      |
| 13     | 27  | ニコ・ヒュルケンベルグ     | ルノー                          | 52     | +1 Lap               | 14   |      |
| 14     | 55  | カルロス・サインツ         | トロ・ロッソ                    | 52     | +1 Lap               | 15   |      |
| 15     | 8   | ロマン・グロージャン       | ハース-フェラーリ               | 52     | +1 Lap               | 20   |      |
| 16     | 94  | パスカル・ウェーレイン     | ザウバー-フェラーリ             | 51     | +2 Laps              | 12   |      |
| 17†    | 14  | フェルナンド・アロンソ     | マクラーレン-ホンダ             | 50     | クラッチ             | 19   |      |
| 18†    | 9   | マーカス・エリクソン       | ザウバー-フェラーリ             | 49     | サスペンション       | 11   |      |
| Ret    | 2   | ストフェル・バンドーン     | マクラーレン-ホンダ             | 33     | 電気系統             | 18   |      |
| Ret    | 30  | ジョリオン・パーマー       | ルノー                          | 29     | トランスミッション 1 | 17   |      |
| ソース |     |                            |                                 |        |                      |      |      |

ファステストラップ
- ダニエル・リカルド（レッドブル） 1:23.361（49周目）

ラップリーダー
- ルイス・ハミルトン (Lap 1-31, 34-53)
- バルテリ・ボッタス (Lap 32-33)

追記
- † 印はリタイアだが、90%以上の距離を走行したため規定により完走扱い。
- ^1 - パーマーはターン5でアロンソをオーバーテイクする際、シケインを通過せずにポジションを戻さなかったため、5秒のタイムペナルティとペナルティポイント1点（合計6点）が科された[21][22]

## 第13戦終了時点のランキング
|   | 順位 | ドライバー             | ポイント |
| - | ---- | ---------------------- | -------- |
| 1 | 1    | ルイス・ハミルトン     | 238      |
| 1 | 2    | セバスチャン・ベッテル | 235      |
|   | 3    | バルテリ・ボッタス     | 197      |
|   | 4    | ダニエル・リカルド     | 144      |
|   | 5    | キミ・ライコネン       | 138      |

|  | 順位 | コンストラクター                | ポイント |
|  | ---- | ------------------------------- | -------- |
|  | 1    | メルセデス                      | 435      |
|  | 2    | フェラーリ                      | 373      |
|  | 3    | レッドブル-タグ・ホイヤー       | 212      |
|  | 4    | フォース・インディア-メルセデス | 113      |
|  | 5    | ウィリアムズ-メルセデス         | 55       |

- 注：ドライバー、コンストラクター共にトップ5のみ表示。